# تیلورزویل (کالیفرنیا)
تیلورزویل (به انگلیسی: Taylorsville) یک منطقهٔ مسکونی در ایالات متحده آمریکا است که در شهرستان پلوماس، کالیفرنیا واقع شده‌است. تیلورزویل ۸٫۴۱۲ کیلومتر مربع مساحت و ۱۴۰ نفر جمعیت دارد و ۱٬۰۸۱ متر بالاتر از سطح دریا واقع شده‌است.